# Borojoa stipularis
Borojoa stipularis är en måreväxtart som först beskrevs av Adolpho Ducke, och fick sitt nu gällande namn av José Cuatrecasas. Borojoa stipularis ingår i släktet Borojoa och familjen måreväxter. Inga underarter finns listade i Catalogue of Life.